# تماس گیرنده (فیلم ۲۰۰۸)
تماس گیرنده (به انگلیسی: The Caller) یک فیلم سینمایی آمریکایی محصول سال ۲۰۰۸ به نویسندگی و کارگردانی ریچارد لدس با بازی فرانک لانگلا، الیوت گولد و لورا هرینگ است. این اثر در جشنواره فیلم ترایبکا به نمایش درآمد که در آن جایزه روایت ساخته شده در نیویورک را از آن خود کرد.

## داستان
جیمی استیونز (فرانک لانگلا) یک مدیر سطح بالا در یک شرکت مشاور انرژی بین‌المللی است. او که از اعمال مجرمانه شرکتش دلخور شده بود، تصمیم می‌گیرد فساد آنها را افشا کند. او می‌فهمد که این خیانت منجر به قتل وی خواهد شد، بنابراین یک کارآگاه استخدام می‌کند تا در آخرین روزهای زندگی او را همراهی کند.